# صينوفيل

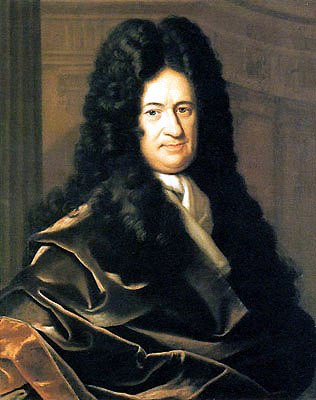
الموسوعي الألماني غوتفريد لايبنتس والذي قدّم مساهمات كبيرة في العديد من مجالات الفيزياء والمنطق والتاريخ والمكتبات، ودرس جوانب عديدة من الثقافة الصينية.

صينوفيل (بالصينية: 親華派) هي عشق وحب وتقدير للصين وثقافتها ولغاتها ومجتمعتها وتطورها وتاريخها.

## مظاهر إهتمام الصينوفيل
- المطبخ الصيني
- اللهجات الصينية
- فن الخط الصيني
- الأبراج الصينية
- فينج شوي
- البوذية شان
- الفلسفة الصينية
- الكونفشيوسية
- سياسة الصين
- الفنون الصينية، والتي تشمل الشعر الصيني، الأدب الصيني، الموسيقى الصينية، والسينما الصينية فضلاً عن الأشكال التقليدية الصينية من وسائل الترفيه المسرحي مثل الحديث المتبادل والمسلسلات.